# Kashima Antlers
Kashima Antlers este un club de fotbal din Kashima, Ibaraki, Japonia, care joacă în prima divizie japoneză. 
De la crearea J-League în 1993, Kashima s-a dovedit, de departe, echipa de club cea mai de succes din Japonia câștigând de șapte ori campionatul, de trei ori Cupa J. League și de trei ori Cupa Împăratului.

## Lotul actual
La 17 mai 2015

| Nr. |               | Poziție | Jucător           |
| --- | ------------- | ------- | ----------------- |
| 1   | Japonia       | P       | Akihiro Sato      |
| 3   | Japonia       | F       | Gen Shoji         |
| 4   | Japonia       | F       | Kazuya Yamamura   |
| 5   | Japonia       | M       | Takeshi Aoki      |
| 7   | Brazilia      | M       | Caio              |
| 8   | Japonia       | M       | Shoma Doi         |
| 9   | Brazilia      | A       | Dinei             |
| 10  | Japonia       | M       | Masashi Motoyama  |
| 11  | Brazilia      | A       | Davi              |
| 13  | Japonia       | M       | Atsutaka Nakamura |
| 14  | Coreea de Sud | F       | Hwang Seok-ho     |
| 15  | Japonia       | A       | Hiroyuki Takasaki |
| 16  | Japonia       | F       | Shuto Yamamoto    |
| 17  | Japonia       | F       | Ryuga Suzuki      |
| 18  | Japonia       | A       | Shuhei Akasaki    |
| 19  | Japonia       | A       | Yuta Toyokawa     |
| 20  | Japonia       | M       | Gaku Shibasaki    |

| Nr. |         | Poziție | Jucător                    |
| --- | ------- | ------- | -------------------------- |
| 21  | Japonia | P       | Hitoshi Sogahata           |
| 22  | Japonia | F       | Daigo Nishi                |
| 23  | Japonia | F       | Naomichi Ueda              |
| 24  | Japonia | F       | Yukitoshi Ito              |
| 25  | Japonia | M       | Yasushi Endo               |
| 26  | Japonia | M       | Kazune Kubota              |
| 27  | Japonia | M       | Takahide Umebachi          |
| 29  | Japonia | P       | Shinichiro Kawamata        |
| 30  | Japonia | M       | Hisashi Ohashi             |
| 31  | Japonia | P       | Yuto Koizumi               |
| 32  | Japonia | M       | Taro Sugimoto              |
| 33  | Japonia | M       | Mu Kanazaki                |
| 34  | Japonia | A       | Yuma Suzuki                |
| 37  | Japonia | M       | Toshiya Tanaka             |
| 38  | Japonia | M       | Taiki Hirato               |
| 39  | Japonia | F       | Koki Machida               |
| 40  | Japonia | M       | Mitsuo Ogasawara (captain) |

## Jucători importanți
- Zico
- Leonardo Araújo
- Jorginho
- Bismarck Barreto Faria
- Fábio Júnior Pereira
- Carlos Mozer
- Márcio Miranda Freitas Rocha da Silva
- Ricardo Alexandre dos Santos
- Mazinho Oliveira
- Fábio Santos
- Euller

## Palmares
- All Japan Vase
  - Câștigători (1): 1972
- Japan Soccer League Division 2
  - Campioni (2): 1984, 1986/87
- J. League:
  - Campioni (7): 1996, 1998, 2000, 2001, 2007, 2008, 2009
  - Locul doi (2): 1993, 1997
- Cupa Împăratului:
  - Câștigători (3): 1997, 2000, 2007
- J. League Cup: 
  - Câștigători (3): 1997, 2000, 2002
  - Locul doi (3): 1999, 2003, 2006,
- Supercupa Xerox: 
  - Câștigători (5): 1997, 1998, 1999, 2009, 2010
  - Locul doi (3): 2001, 2002, 2008
- A3 Mazda Champions Cup:
  - Câștigători (1): 2003